# Ерік Лундквіст
Ерік Ялмар Лундквіст (швед. Erik Hjalmar Lundqvist; нар. 29 червня 1908 — пом. 7 січня 1963) — шведський легкоатлет, який спеціалізувався в метанні списа.

## З життєпису
Олімпійський чемпіон з метання списа (1928).
Чемпіон Швеції з метання списа (1928).
Ексрекордсмен світу з метання списа — 71,01 (1928).
Після завершення змагальної кар'єри працював маляром.

## Відео
- Виступ Еріка Лундквіста на Олімпіаді-1928 на YouTube